# Eslovaquia en los Juegos Olímpicos de Pekín 2022
Eslovaquia estuvo representada en los Juegos Olímpicos de Pekín 2022 por un total de 50 deportistas que competirán en 7 deportes. Responsable del equipo olímpico es el Comité Olímpico Eslovaco, así como las federaciones deportivas nacionales de cada deporte con participación.
Los portadores de la bandera en la ceremonia de apertura fueron el jugador de hockey sobre hielo Marek Hrivík y la piloto de luge Katarína Šimoňáková.

## Medallistas
El equipo olímpico eslovaco obtuvo las siguientes medallas:
| Nombre       | Deporte            | Competición |
| ------------ | ------------------ | ----------- |
| Oro          |                    |             |
| Petra Vlhová | Esquí alpino       | Eslalon F   |
| Plata        |                    |             |
| —            |                    |             |
| Bronce       |                    |             |
| Equipo       | Hockey sobre hielo | Torneo M    |